# Premi Juan Mari Arzak
El Premi Juan Mari Arzak és un premi de periodisme de temàtica gastronòmica convocat per la Universitat de Barcelona i la Fundació Ferrer Sala-Freixenet, conjuntament amb RBA libros. Fou creat l'any 1997 i s'entrega juntament amb els Premis Sent Soví.
S'atorga a articles periodístics, articles de revistes especialitzades, llocs d'internet, programes de ràdio o programes de televisió.

## Llista de guardonats
- 1998:
- 1999: El Piripipao, A fuego lento.com[1]
- 2000: Fernando Savater, per l'article Metafísica gastronómica publicat a El Correo.[2]
- 2001: Miguel Ángel Román, per l'article Cocina intuitiva,[3] publicat al portal d'internet Terra.[4]
- 2002: Carlos Lapeña, per la seva secció gastronòmica al programa de Telemadrid Los cinco sentidos.[5]
- 2003: Jorge Wagensberg, per l'article Aproximación a una copa de vino tinto publicat al suplement cultural de El País.[6]
- 2004: Daniel Vázquez, per l'article El Bulli abans del Bulli.[7]
- 2005: Juan Carlos Martín, per l'article La cultura del origen de la gastronomía.[8]
- 2006: A vivir, que son dos días (Cadena SER), d'Àngels Barceló.[9]
- 2007: Pau Arenós Usó, per la seva sèrie de quatre articles titulats La cuina tecnoemocional, publicada a El Periódico de Catalunya.[10]
- 2008: ex aequo a la película El pollo, el Pez y el Cangrejo Real, amb guió d'Antonio Saura i direcció de José Luis López Linares i al periodista Toni Massanés per la seva faceta de comunicador i articulista.[11]